# Sárközújlak
Sárközújlak (románul Livada Mică) falu Romániában Szatmár megyében.

## Fekvése
Szatmár megyében, Szatmárnémetitől északkeletre, Batiz és Sárköz között fekvő település.

## Története
Sárközújlak nevét 1270-ben említették először az oklevelek Sarkuz néven.
A falu a Sár vízfolyásától közrefogott területen települt. Első ismert birtokosa Úr Benedek volt, István ifjabb király országbírája volt, akinek birtokát – miután örökös nélkül hunyt el – V. István király Pok nemzetségből származó Móric fiának, Miklósnak adományozta.
1382-ben Móricz dédunokája; Meggyesi Simon bán fia János mester birtoka volt.
1463-ban nevét Vylak-nak írták. A település az Újlaki család ősi birtoka volt.
1490-ben Újlaki Domokosé, 1552-ben Ujlaki Sebestyén birtoka volt.
1665-ben Horváth Istvánné, Kende Jánosné és Sándorházy Ferenc és neje kaptak részt benne Újlaki jusson.
1687-ben Serédi Gáspár kapta, majd tőle leánya kellemesi Melczer János neje örökölte, s később is főleg a Melczer család birtoka volt.
A 18. század végén részbirtokot kaptak itt még a Melczer család mellett a Gabányi, Boronkay, Ráthonyi, Szeőke, Márton, Parajdi, Sepsy és Bónis családok is.
A 19. század közepéig pedig még rajtuk kívül az Egey, Péchy, Jármi, Muraközy, Ternyey és Kerekes családok is.
A 20. század elején a Kiszely Károly és Péchy Margit, Péchújfalusi Péchy István leánya volt itt nagyobb birtokos.

## Nevezetességek
Református temploma – Régi épület. Még 1450 táján építtette Báthory Zsuzsánna, Móricz bán neje. 1797-ben és 1900-ban újították fel.

## Ismert emberek
- Itt született 1858. március 19-én Abonyi József fogorvos.
- Itt született 1872. november 21-én Bakó László színész.
- Itt született 1887. november 22-én Markovits Ernő újságíró, szerkesztő, író, akit 1944-ben az Auschwitzi koncentrációs táborban gyilkoltak meg.